# Wizernes Communal Cemetery
Wizernes Communal Cemetery is een begraafplaats gelegen in de Franse plaats Wizernes (Pas-de-Calais). De militaire graven worden onderhouden door de Commonwealth War Graves Commission.
De begraafplaats telt drie geïdentificeerde Gemenebest graven uit de Eerste Wereldoorlog.